# تیسمیتسه
تیسمیتسه (به لاتین: Tismice) یک منطقهٔ مسکونی در جمهوری چک است که در ناحیه کولین واقع شده‌است.